# Csaba Vadász
Csaba Vadász (* 25. August 1960 in Pápa, Komitat Veszprém) ist ein ehemaliger ungarischer Ringer. Er war Vize-Europameister 1982 und 1987 im griechisch-römischen Stil im Papiergewicht bzw. im Fliegengewicht.

## Werdegang
Csaba Vadász begann 1973 als Jugendlicher mit dem Ringen. Er gehörte dem Sportclub Dunaújváros Kohasz Sportegyesület an und rang hauptsächlich im griechisch-römischen Stil. Trainiert wurde er von Gabor Komuczi. Bei einer Größe von 1,58 Metern rang er zu Beginn seiner Laufbahn im Papiergewicht und wechselte später in das Fliegengewicht.
Im Jahre 1980 wurde er erstmals ungarischer Meister im griechisch-römischen Stil im Papiergewicht und löste dabei Ferenc Seres ab. Im Laufe seiner Karriere gewann er insgesamt dreizehnmal die ungarische Meisterschaft im Papier- bzw. im Fliegengewicht, zwölfmal im griechisch-römischen Stil und einmal sogar im freien Stil.
Bei einer internationalen Meisterschaft wurde er erstmals im Jahre 1982 bei der Europameisterschaft in Warna eingesetzt. Im Papiergewicht konnte er dabei gleich voll überzeugen und belegte den 2. Platz. Im Finale wurde er dabei von Wassili Anikin aus der Sowjetunion nach Punkten besiegt. Bei der Weltmeisterschaft des gleichen Jahres in Kattowitz schnitt er nicht ganz so gut ab, kam aber immerhin auf einen guten 5. Platz. Einen großen Erfolg feierte er 1982 noch beim Welt-Cup in Budapest, denn dort gelang es ihm im Finale des Papiergewichtes den Olympiasieger von 1980 Saksylik Uschkempirow aus der UdSSR zu besiegen.
Auch bei der Europameisterschaft 1983 in Budapest gewann Csaba Vadász im Papiergewicht eine Medaille, die bronzene. Im Poolfinale versperrte ihm dabei Bratan Zenow aus Bulgarien den Weg in das Finale. Bei der Weltmeisterschaft 1983 in Kiew kam er wie im Vorjahr wieder auf den 5. Platz. Er verlor dabei in seinem Pool wiederum gegen Bratan Zenow.
Bei der Europameisterschaft 1984 in Jönköping war er in keiner guten Form, denn er verlor im Papiergewicht gegen Ortze Ortzew aus Bulgarien und gegen Krysztof Mudrecki aus Polen und landete damit auf dem 7. und letzten Platz seiner Gewichtsklasse. Bei den Olympischen Spielen 1984 in Los Angeles konnte er nicht an den Start gehen, weil Ungarn diese Spiele aus politischen Gründen boykottierte.
Im Jahre 1984 startete er zunächst bei der Europameisterschaft in Leipzig. Er verlor dabei in seinem Poolfinale gegen Markus Scherer aus der Bundesrepublik Deutschland und unterlag im Kampf um die EM-Bronzemedaille auch gegen Timor Taimuras Kasaraschwili aus der UdSSR, womit er mit dem 4. Platz zufrieden sein musste. Dafür gewann er bei der Weltmeisterschaft des gleichen Jahres in Kolbotn im Papiergewicht hinter Magyatdin Allachwerdijew aus der UdSSR und Bratan Zenow die WM-Bronzemedaille, was für ihn einen großen Erfolg bedeutete.
1986 war Csaba Vadász nur bei der Europameisterschaft in Athen am Start. Er enttäuschte dort aber und erreichte nur den 7. Platz. 1987 feierte er aber bei der Europameisterschaft in Tampere wieder einen großen Erfolg, denn er startete dort erstmals im Fliegengewicht und kam in dieser Gewichtsklasse gleich hinter Andrij Kalaschnykow aus der UdSSR auf einen hervorragenden 2. Platz. Im Finale war er allerdings gegen Kalaschnykow chancenlos und verlor hoch mit 4:14 techn. Punkten.
1988 startete Csaba Vádasz auch beim Großen Preis der Bundesrepublik Deutschland in Aschaffenburg und kam dort im Fliegengewicht hinter Alexander Ignatenko aus der UdSSR und Roman Kierpacz aus Polen auf einen guten 3. Platz. Er wurde dann auch bei den Olympischen Spielen in Seoul eingesetzt. Im Fliegengewicht verlor er dort seinen ersten Kampf gegen Roman Kierpacz aus Polen hoch nach Punkten (0:10 techn. Punkte), in seinem zweiten Kampf wurde er Schultersieger über Lamachi Elima aus Kenia und in seinem dritten Kampf verlor er gegen Jon Rønningen aus Norwegen, der Olympiasieger wurde, womit er aus dem Turnier ausschied. Leider ist nirgends festgehalten, welche Platzierung er mit diesen Kampfergebnissen erzielte. Er dürfte sich damit aber auf einem der Plätze 10. bis 12. einrangiert haben.
Im Jahre 1989 war Csaba Vádasz bei der Weltmeisterschaft in Clermont-Ferrand am Start und belegte dort im Fliegengewicht den 4. Platz. Im Kampf um die WM-Bronzemedaille gegen den Südkoreaner An Han-bong wurde er dabei wegen Passivität disqualifiziert. Einen guten 4. Platz errang Csaba Vadász auch noch bei der Europameisterschaft 1990 in Posen. Nur Jon Rønningen, Oleg Kutscherenko aus der UdSSR und Walentin Krumow aus Bulgarien blieben vor ihm.
Danach startete Csaba Vadász noch bei vier weiteren Welt- bzw. Europameisterschaften, letztmals war er bei der Europameisterschaft 1996 in Budapest am Start und erkämpfte sich dabei als beste Ränge den 8. Platz bei der Europameisterschaft 1991 in Aschaffenburg und den 7. Platz bei der Europameisterschaft in Athen.

## Internationale Erfolge
| Jahr | Platz | Wettbewerb                                                   | Gewichtsklasse | |
| 1982 | 2.    | EM in Warna                                                  | Papier         | hinter Wassili Anikin, UdSSR, vor Totju Andonow, Bulgarien u. Lars Rønningen, Norwegen                                                           |
| 1982 | 5.    | WM in Kattowitz                                              | Papier         | hinter Timor Taimuras Kasaraschwili, UdSSR, Salih Bora, Türkei, Bratan Zenow, Bulgarien u. Leszek Majkowski, Polen, vor Vincenzo Maenza, Italien |
| 1982 | 1.    | Welt-Cup in Budapest                                         | Papier         | vor Saksylik Uschkempirow, UdSSR, Ferenc Seres, Ungarn u. T.J. Jones, USA                                                                        |
| 1983 | 2.    | Mälar-Cup in Västerås                                        | Papier         | hinter Wassili Anikin, vor Magyatdin Allachwerdijew, bde. UdSSR u. Bernd Scherer, BRD                                                            |
| 1983 | 3.    | EM in Budapest                                               | Papier         | hinter Bratan Zenow u. Wassili Anikin, vor Markus Scherer, BRD u. Vincenzo Maenza                                                                |
| 1983 | 5.    | WM in Kiew                                                   | Papier         | hinter Bratan Zenow, Markus Scherer, Timor Taimuras Kasaraschwili u. Fumikazu Sasaki, Japan                                                      |
| 1984 | 7.    | EM in Jönköping                                              | Papier         | nach Niederlagen gegen Ortze Ortzew, Bulgarien u. Krysztof Mudrecki, Polen                                                                       |
| 1985 | 4.    | EM in Leipzig                                                | Papier         | hinter Bratan Zenow, Bernd Scherer, BRD u. Timor Taimuras Kasaraschwili                                                                          |
| 1985 | 3.    | WM in Kolbotn                                                | Papier         | hinter Magyatdin Allachwerdijew, UdSSR u. Bratan Zenow, vor Reynaldo J. Verona, Kuba u. T.J. Jones, USA                                          |
| 1986 | 7.    | EM in Athen                                                  | Papier         | Sieger: Iwan Samtajew, UdSSR vor Bratan Zenow u. Vincenzo Maenza                                                                                 |
| 1987 | 2.    | Grand-Prix in Budapest                                       | Fliegen        | hinter Walentin Krumow, Bulgarien, vor Serge Robert, Frankreich u. Roman Kierpacz, Polen                                                         |
| 1987 | 2.    | EM in Tampere                                                | Fliegen        | hinter Andrij Kalaschnykow, UdSSR, vor Roman Kierpacz, Walentin Krumow u. Tibor Jankokivs, CSSR                                                  |
| 1987 | 13.   | WM in Clermont-Ferrand                                       | Fliegen        | Sieger: Pedro Roque Favier, Kuba vor Roman Kierpacz u. Alexander Ignatenko, UdSSR                                                                |
| 1987 | 5.    | FILA-Grand-Prix-Gala in Budapest                             | Fliegen        | hinter Roman Kierpacz, Walentin Krumow, Pedro Roque Favier u. Serge Robert                                                                       |
| 1988 | 3.    | Großer Preis der Bundesrepublik Deutschland in Aschaffenburg | Fliegen        | hinter Alexander Ignatenko u. Roman Kierpacz, vor Rosario Schmitt u. Bernd Scherer, bde BRD                                                      |
| 1988 | ?     | OS in Seoul                                                  | Fliegen        | nach Niederlage gegen Roman Kierpacz, Sieg über Lamachi Elima, Kenia u. Niederlage gegen Jon Rønningen, Norwegen                                 |
| 1988 | 1.    | FILA-Grand-Prix-Gala in Budapest                             | Fliegen        | |
| 1989 | 4.    | WM in Martigny VS/Schweiz                                    | Fliegen        | hinter Alexander Ignatenko, Remzi Öztürk, Türkei u. An Han-bong, Südkorea, vor Bratan Zenow u. Enrique Diaz, Peru                                |
| 1990 | 4.    | EM in Posen                                                  | Fliegen        | hinter Jon Rønningen, Oleg Kutscherenko, UdSSR u. Walentin Krumow                                                                                |
| 1991 | 8.    | EM in Aschaffenburg                                          | Fliegen        | Sieger: Bratan Zenow vor Dariusz Piaskowski, Polen u. Alfred Ter-Mkrtchyan, UdSSR                                                                |
| 1994 | 7.    | EM in Athen                                                  | Fliegen        | Sieger: Armen Nasarjan, Armenien vor Farchant Magerramow, Belarus u. Alfred Ter-Mkrtchyan, Deutschland                                           |
| 1994 | 21.   | WM in Tampere                                                | Fliegen        | Sieger: Alfred Ter-Mkrtchyan vor Natig Aiwasow, Aserbaidschan u. Andrij Kalaschnykow, Ukraine                                                    |
| 1996 | 21.   | EM in Budapest                                               | Fliegen        | Sieger: Andrij Kalaschnykow vor Armen Nasarjan u. Alfred Ter-Mkrtchyan                                                                           |

Anm.: alle Wettbewerbe im griechisch-römischen Stil, OS = Olympische Spiele, WM = Weltmeisterschaft, EM = Europameisterschaft, Papiergewicht, damals bis 48 kg, Fliegengewicht, damals bis 52 kg Körpergewicht

## Ungarische Meisterschaften
Csaba Vadász wurde ungarischer Meister im griechisch-römischen Stil 1980, 1981, 1982, 1983 und 1984 im Papiergewicht und 1985, 1987, 1988, 1989, 1991, 1993 u. 1996 im Fliegengewicht sowie 1991 im freien Stil im Fliegengewicht.